# Aleksiej Morozow
Aleksiej Aleksiejewicz Morozow (ros. Алексей Алексеевич Морозов; ur. 16 lutego 1977 w Moskwie) – rosyjski hokeista, reprezentant Rosji, dwukrotny olimpijczyk. Działacz hokejowy.

## Życie prywatne
Jego brat Walentin (ur. 1975) także był hokeistą. Ma żonę Irinę (ur. 1979) oraz syna Nikitę (ur. 2007) i córkę Anastasiję (ur. 2009). Wystąpił w filmie Brat 2 (2000).

## Kariera klubowa
- Krylja Sowietow 2 Moskwa (1993-1994)
- Krylja Sowietow Moskwa (1993-1997)
- Pittsburgh Penguins (1997-2004)
- Ak Bars Kazań (2004-2013)
- CSKA Moskwa (2013-2014)

Wychowanek klubu Krylja Sowietow Moskwa. W 1995 był draftowany do NHL z 24 miejsca przez Pittsburgh Penguins. Po drafcie nadal występował w lidze rosyjskiej aż do 1997, gdy dołączył do amerykańskiego zespołu. W NHL rozpoczął karierę, podobnie jak legenda „Pingwinów” Mario Lemieux, strzelając gola w pierwszym meczu podczas pierwszej zmiany i oddając pierwszy strzał. W trakcie siedmiu sezonów w Pittsburghu rozegrał 451 spotkań, strzelił w nich 84 gole i uzyskując 219 punktów. W trakcie swojej kariery w NHL zdobył przydomek The Devil Killer (Diabeł Zabójca), który zawdzięcza serii notorycznych sukcesów w rywalizacji z drużyną New Jersey Devils. Bramkarz „Diabłów” Martin Brodeur w wywiadzie dla Fox Sports Net przed meczem z Pittsburgh Penguins żartując powiedział, że przed każdym meczem z „Pingwinami” ma koszmary z udziałem Morozowa. Pomimo tych sukcesów, jak również zdobycia olimpijskiego medalu, Morozow nigdy w pełni nie rozwinął się w zawodnika na jakiego miał możliwości, jako że w pierwszych sezonach w NHL występował w trzeciej i czwartej formacji drużyny. W końcu dostał szansę gry w pierwszej piątce w trakcie sezonu 2002/2003 i następnie atak nazwany „KLM” (Kowalow, Lemieux i Morozow) doprowadził „Pingwinów” do trzech głównych rekordów w Konferencji Wschodniej w pierwszej części sezonu. Po zdobyciu 25 punktów w 27 meczach, Morozow złamał nadgarstek, co oznaczało dla niego przedwczesne zakończenie sezonu. Kolejną edycję NHL (2003/2004) zawodnik zakończył najlepszym wynikiem podczas gry za Oceanem – uzyskał 50 punktów za 16 goli i 34 asysty.
Podczas lokautu powrócił do Rosji przenosząc się do Ak Barsu Kazań. Po udanym sezonie postanowił pozostać w tatarskim klubie na kolejne lata. W sezonie 2005/2006 Superligi Morozow został najskuteczniejszym zawodnikiem ligi 23 golami, a Ak Bars po ośmiu latach zdobył drugie w historii mistrzostwo Rosji. Następny sezon Morozow miał jeszcze lepszy – w lidze uzyskał 83 punkty (za 34 gole i 49 asyst), co jest rekordem rosyjskiej Superligi, wywalczył Puchar Mistrzów (został najlepszym zawodnikiem turnieju), w którym uzyskał 10 punktów. Nie udało się obronić mistrzostwa – w finale lepszy okazał się zespół Mietałłurga Magnitogorsk. Po zakończeniu sezonu postanowił na kolejny rok zostać w Barsie Kazań mimo ofert klubów NHL.
Do końca sezonu 2012/2013 rozegrał w klubie z Kazania 569 spotkań i strzelił w nich 266 bramek. Zarówno w Ak Barsie, jak i w reprezentacji występował długo w jednym ataku razem z Siergiejem Zinowjewem i Danisem Zaripowem. Przez pewien czas był to najskuteczniejszy atak w lidze i w rozgrywkach międzynarodowych (nazywany „Złotą Ordą”).
W kwietniu 2013 wygasł jego kontrakt z klubem z Kazania i od tego czasu media donosiły o ewentualnych przenosina Morozowa do CSKA Moskwa. W maju 2013 zawodnik podpisał dwuletnią umową z tym klubem. W lipcu 2014 opuścił CSKA.
W sierpniu 2014 ogłosił zakończenie kariery zawodniczej.
W sezonie 2014/2015 występował w amatorskim klubie Zwiezda Moskwa.

## Kariera reprezentacyjna
Uczestniczył w turniejach mistrzostw świata w 1997, 1998, 2004, 2007, 2008, 2009, 2011 oraz zimowych igrzysk olimpijskich 1998, 2010 (w 2010 był chorążym ekipy narodowej).

## Kariera działacza
W lipcu 2014 został członkiem rady dyrektorów KHL jako dyrektor Departamentu sportów zimowych i Współpracy z Zagranicą, Ministerstwo Sportu Rosji. W czerwcu 2015 został wybrany dyrektorem zarządzającym Niekommierczieskoje Partnierstwo Mołodiożnaja Chokkiejnaja Liga, skupiającego juniorskie rozgrywki MHL i MHL-B.
W kwietniu 2016 został prezydentem macierzystego klubu Krylja Sowietow Moskwa. W lutym 2020 został wybrany prezeydentem KHL.

## Sukcesy

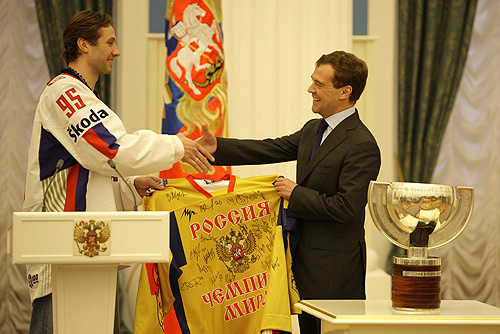
Aleksiej Morozow z prezydentem Rosji Dmitrijem Miedwiedewem podczas wizyty na Kremlu (2008)

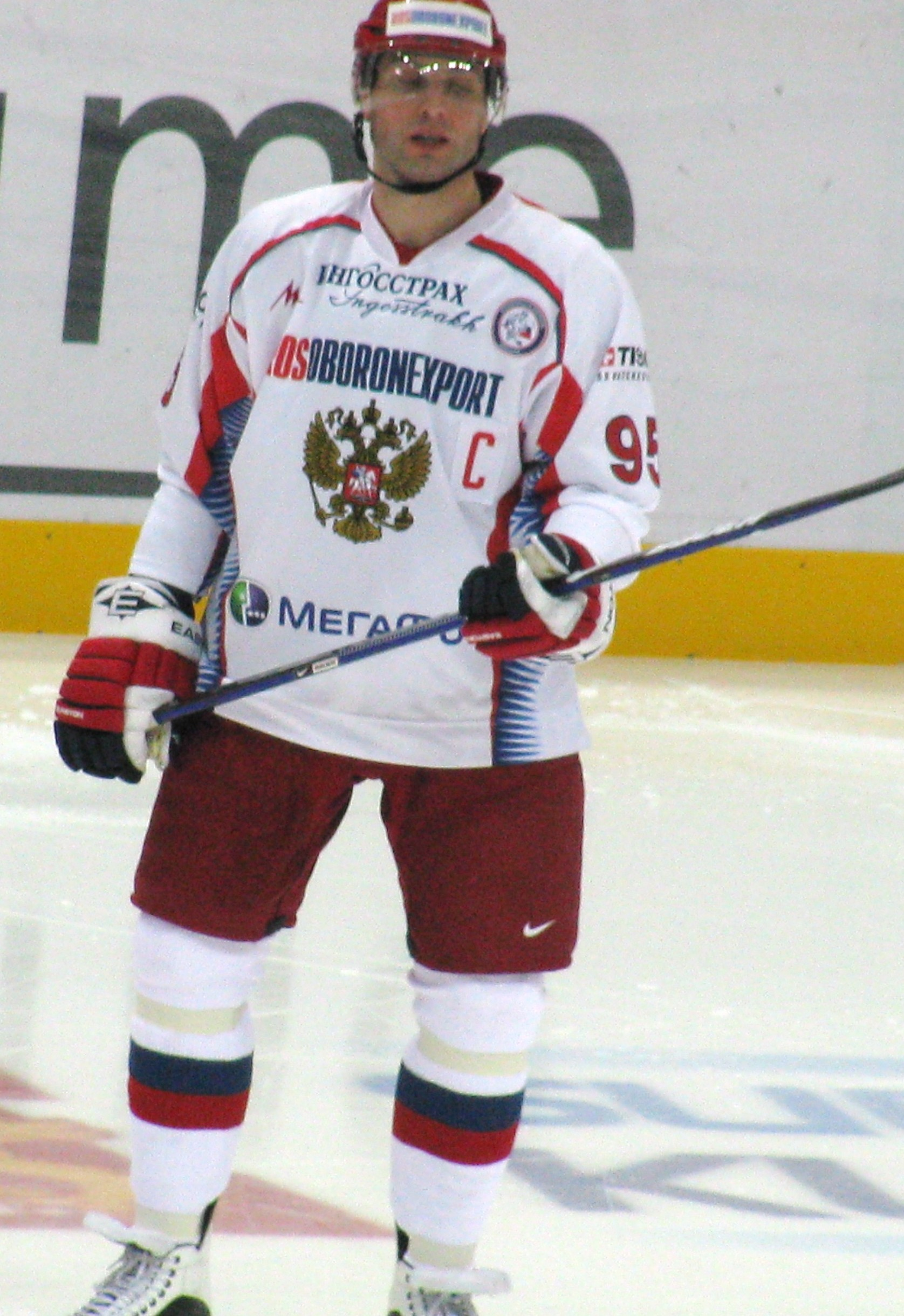
Aleksiej Morozow w barwach reprezentacji Rosji (2009)

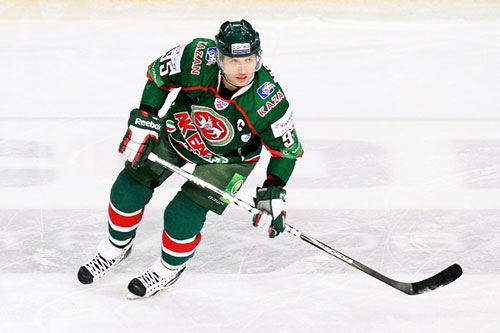
Aleksiej Morozow w barwach Ak Barsu Kazań

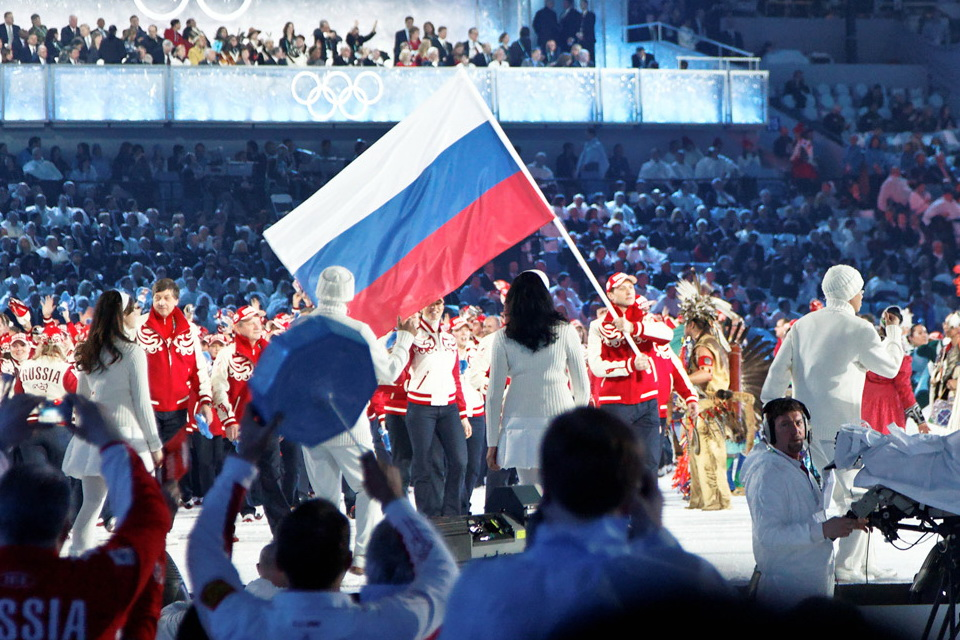
Aleksiej Morozow (niesie flagę) jako chorąży ekipy narodowej podczas ceremonii rozpoczęcia ZIO 2010

Reprezentacyjne
- Brązowy medal mistrzostw świata juniorów do lat 20: 1996, 1997
- Srebrny medal igrzysk olimpijskich: 1998
- Brązowy medal mistrzostw świata: 2007
- Złoty medal mistrzostw świata: 2008, 2009

Klubowe
- Puchar Gagarina: 2009, 2010 z Ak Barsem
- Złoty medal mistrzostw Rosji: 2006, 2009, 2010 z Ak Barsem
- Srebrny medal mistrzostw Rosji: 2007
- Puchar Otwarcia: 2009 z Ak Barsem
- Brązowy medal mistrzostw Rosji: 2004 z Ak Barsem
- Puchar Mistrzów: 2007 z Ak Barsem
- Puchar Kontynentalny: 2008 z Ak Barsem

Indywidualne
- Mistrzostwa Europy juniorów do lat 18 w hokeju na lodzie 1995:
  - Skład gwiazd turnieju[19]
- Superliga 1994/1995:
  - Nagroda dla najlepszego pierwszoroczniaka Superligi (wspólnie z Siergiejem Gusiewem)
- Mistrzostwa świata juniorów do lat 20 w 1996:
  - Pierwsze miejsce w klasyfikacji strzelców turnieju: 5 goli
  - Skład gwiazd turnieju
- Mistrzostwa świata juniorów do lat 20 w 1997:
  - Najlepszy napastnik turnieju
- Superliga rosyjska w hokeju na lodzie (2005/2006):
  - Pierwsze miejsce w klasyfikacji strzelców
  - Złoty Kij – Najbardziej Wartościowy Gracz (MVP) rundy zasadniczej
  - Nagroda Najlepsza Trójka dla tercetu najskuteczniejszych strzelców ligi (oraz Danis Zaripow i Siergiej Zinowjew) – łącznie 48 goli
  - Nagroda Mistrz Play-off: 26 punktów (13 goli i 13 asyst) w 13 meczach
  - Złoty Kask (przyznawany sześciu zawodnikom wybranym do składu gwiazd sezonu)
- Superliga rosyjska w hokeju na lodzie (2006/2007):
  - Pierwsze miejsce w klasyfikacji strzelców
  - Pierwsze miejsce w klasyfikacji kanadyjskiej
  - Nagroda Najlepsza Trójka dla tercetu najskuteczniejszych strzelców ligi (oraz Danis Zaripow i Siergiej Zinowjew) – łącznie 73 goli
- Puchar Mistrzów IIHF 2007:
  - Trzecie miejsce w klasyfikacji asystentów turnieju: 8 asyst
  - Pierwsze miejsce w klasyfikacji kanadyjskiej turnieju: 10 punktów
  - Pierwsze miejsce w klasyfikacji +/− turnieju: +7
  - Skład gwiazd turnieju
  - Najlepszy napastnik turnieju
  - Najbardziej Wartościowy Gracz (MVP) turnieju
- Mistrzostwa Świata w Hokeju na Lodzie 2007/Elita:
  - Pierwsze miejsce w klasyfikacji strzelców turnieju: 8 goli
  - Drugie miejsce w klasyfikacji kanadyjskiej turnieju: 13 punktów
  - Drugie miejsce w klasyfikacji +/− turnieju: +9
  - Najlepszy napastnik turnieju
  - Skład gwiazd turnieju
- Superliga rosyjska w hokeju na lodzie (2007/2008):
  - Złoty Kask (przyznawany sześciu zawodnikom wybranym do składu gwiazd sezonu)
- KHL (2008/2009):
  - Mecz Gwiazd KHL
  - Piąte miejsce w klasyfikacji strzelców w sezonie zasadniczym: 32 gole
  - Drugie miejsce w klasyfikacji asystentów w sezonie zasadniczym: 39 asyst
  - Trzecie miejsce w klasyfikacji kanadyjskiej w sezonie zasadniczym: 71 punktów
  - Piąte miejsce w klasyfikacji zwycięskich goli w sezonie zasadniczym: 7
  - Czwarte miejsce w klasyfikacji strzelców w fazie play-off: 8 goli
  - Drugie miejsce w klasyfikacji asystentów w fazie play-off: 11 asyst
  - Pierwsze miejsce w klasyfikacji kanadyjskiej w fazie play-off: 19 punktów
  - Piąte miejsce w klasyfikacji +/− w fazie play-off: +9
  - Czwarte miejsce w klasyfikacji zwycięskich goli ww fazie play-off: 2 gole
  - Nagroda Najlepsza Trójka dla tercetu najskuteczniejszych strzelców ligi (oraz Tony Mårtensson i Danis Zaripow) – łącznie 55 goli
  - Nagroda Mistrz Play-off: 19 punktów (8 goli i 11 asyst) w 21 meczach
  - Najbardziej Wartościowy Gracz (MVP) fazy play-off:
  - Złoty Kask (przyznawany sześciu zawodnikom wybranym do składu gwiazd sezonu)
- KHL (2009/2010):
  - Mecz Gwiazd KHL
  - Piąte miejsce w klasyfikacji strzelców w sezonie zasadniczym: 26 goli
  - Piąte miejsce w klasyfikacji zwycięskich goli w sezonie zasadniczym: 6 goli
- KHL (2010/2011):
  - Mecz Gwiazd KHL
  - Pierwsze miejsce w klasyfikacji +/− w sezonie zasadniczym: +27
  - Najbardziej Wartościowy Gracz (MVP) Sezonu (dla zawodnika legitymującego się najlepszym współczynnikiem w klasyfikacji „+,-” po sezonie regularnym): +27 w 53 meczach.
- KHL (2011/2012):
  - Nagroda Najlepsza Trójka dla tercetu najskuteczniejszych strzelców ligi (oraz Niko Kapanen i Danis Zaripow) – łącznie 46 gole
- KHL (2012/2013):
  - Mecz Gwiazd KHL i wybrany kapitanem drużyny Wschodu[20]
- Trzecie miejsce w klasyfikacji strzelców w historii najwyższej ligi rosyjskiej: 283 goli (stan 11.02.2012)[21]
- Drugie miejsce w klasyfikacji strzelców w historii ligi KHL: 134 gole (stan 11.02.2012)

Wyróżnienie
- Zasłużony Mistrz Sportu Rosji w hokeju na lodzie: 1998

Odznaczenie
- Medal Orderu „Za zasługi dla Ojczyzny” II stopnia: 2009[22]